# Twardziak orzęsiony

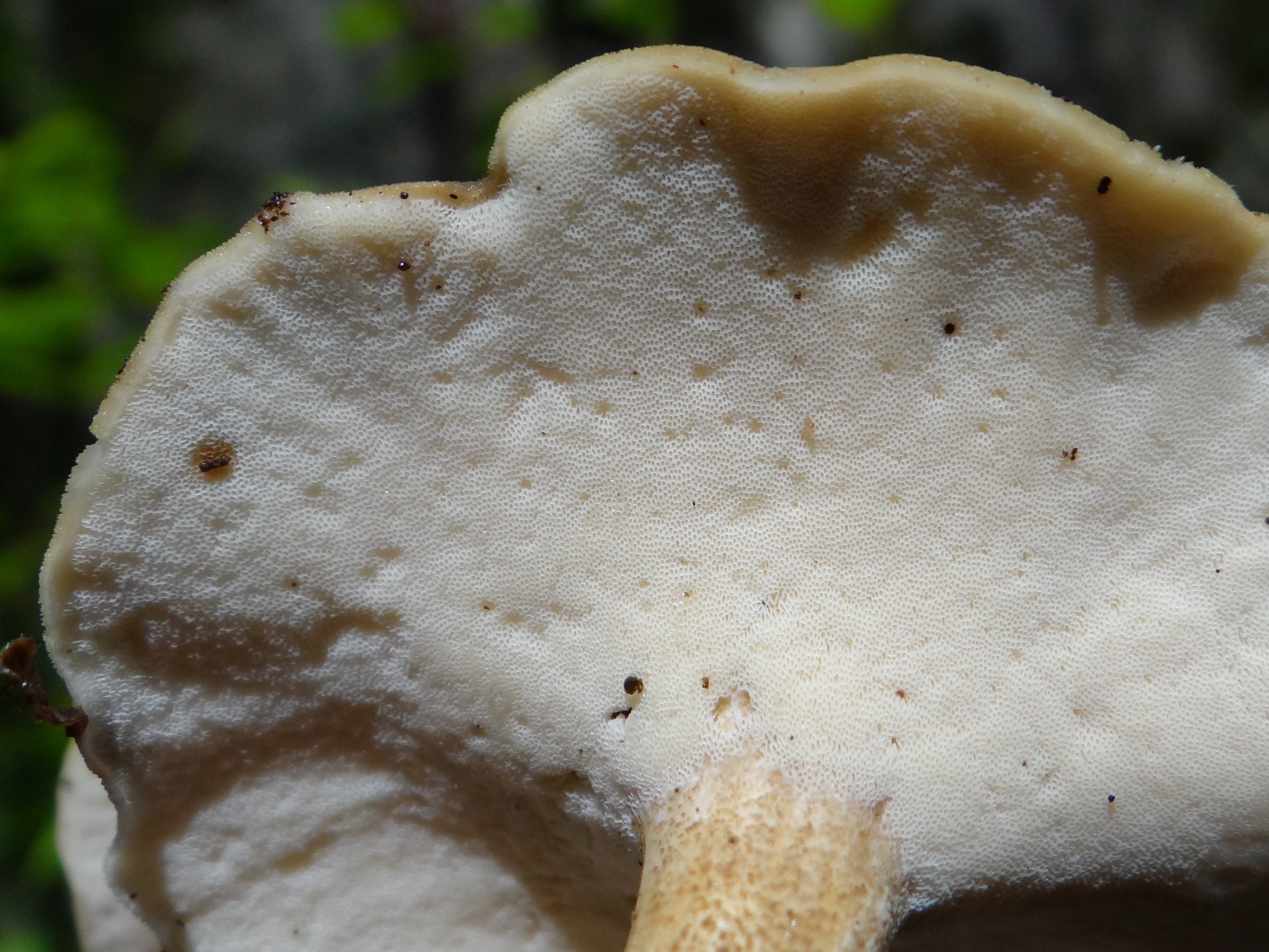
Bardzo drobne pory

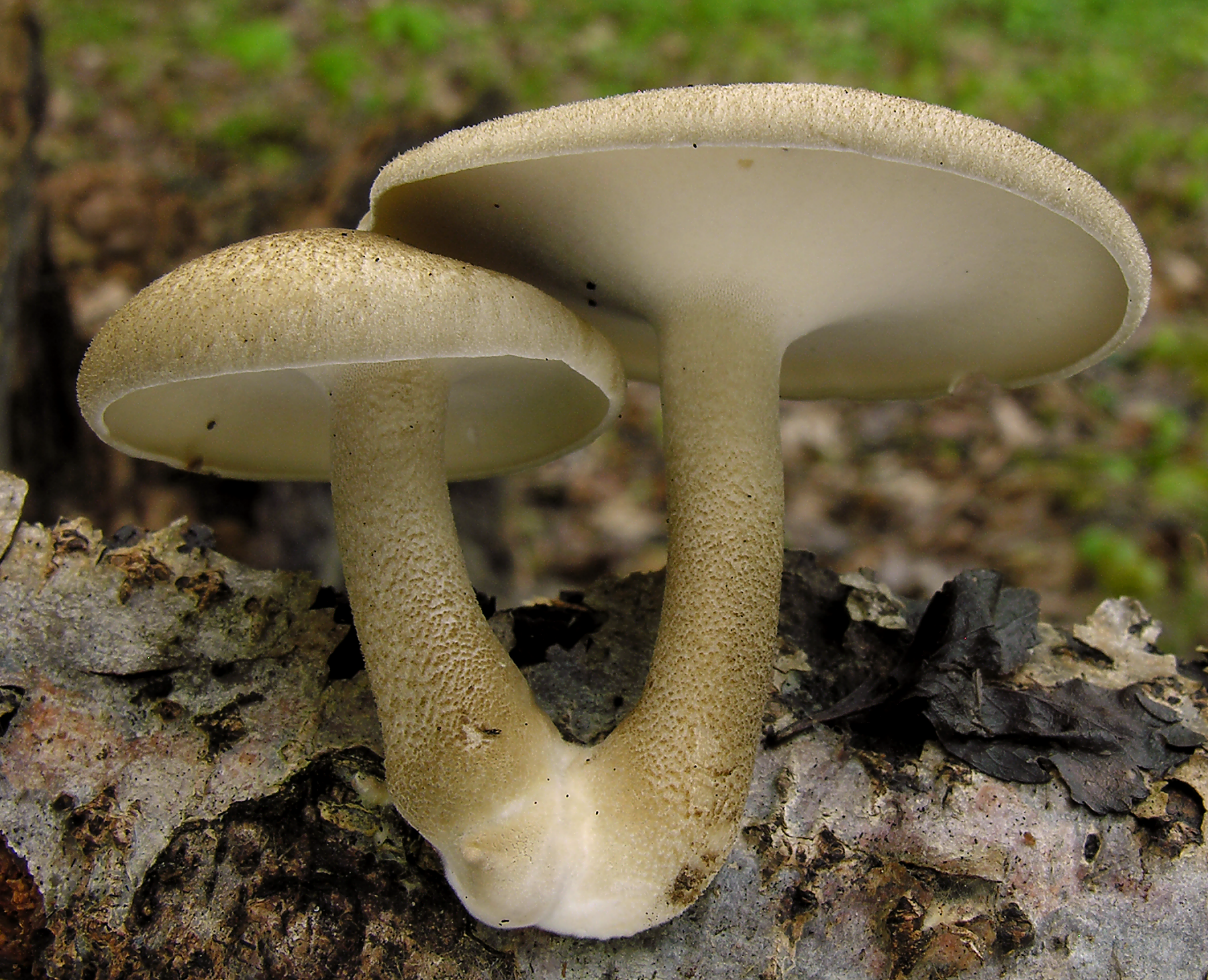

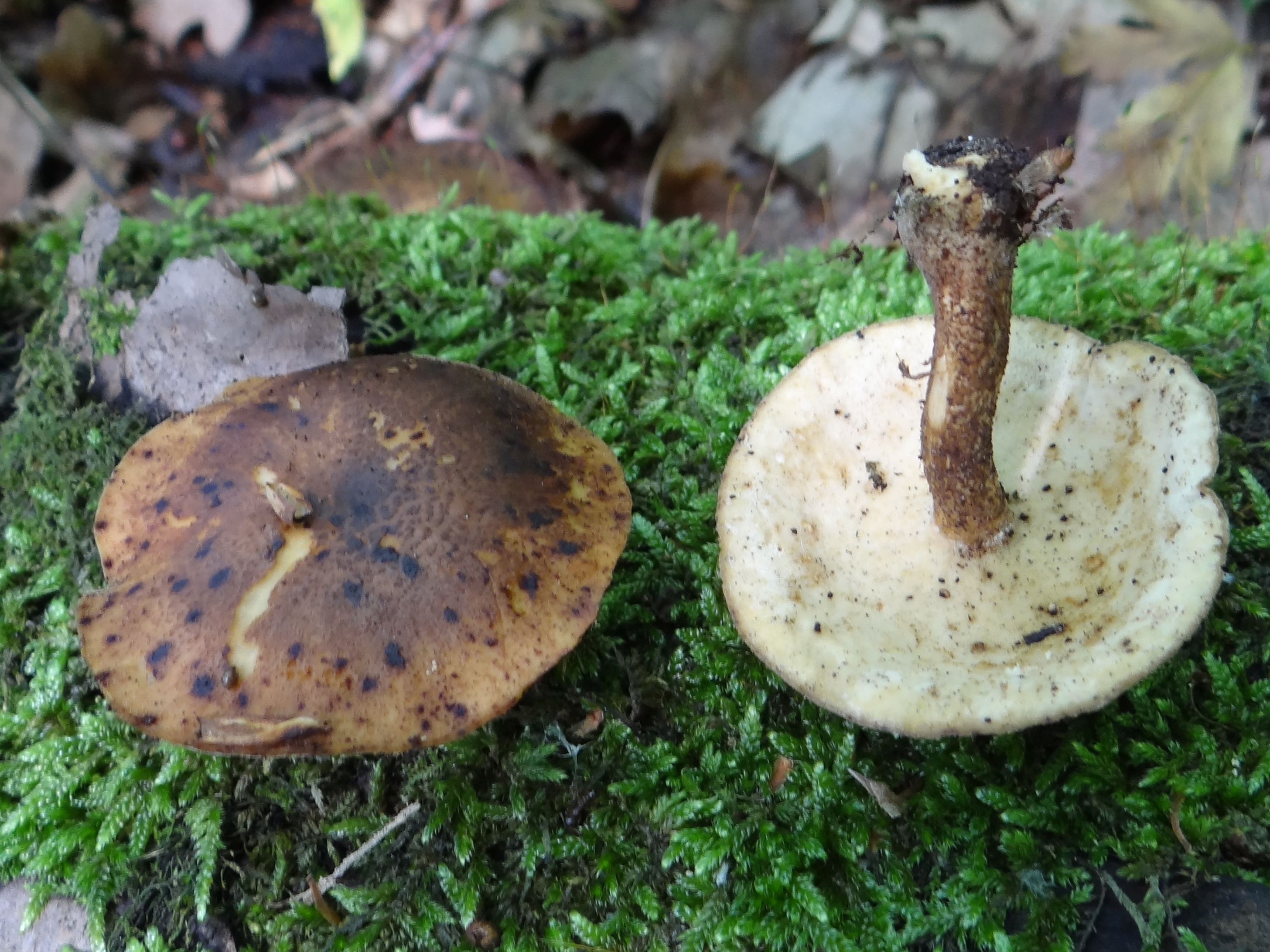

Twardziak orzęsiony, żagiew orzęsiona (Lentinus substrictus (Bolton) Zmitr. & Kovalenko) – gatunek grzybów należący do rodziny żagwiowatych (Polyporaceae).

## Systematyka i nazewnictwo
Pozycja w klasyfikacji według Index Fungorum: Lentinus, Polyporaceae, Polyporales, Incertae sedis, Agaricomycetes, Agaricomycotina, Basidiomycota, Fungi.
Po raz pierwszy takson ten zdiagnozował w 1792 r. James Bolton nadając mu nazwę Boletus substrictus. W 2016 r. Iwan Zmitrowicz i A.E. Kowalenko przenieśli go do rodzaju Lentinus i jest to nazwa uznana przez Index Fungorum.
Synonimy:

- Boletus nummulariformis L. Marchand 1826
- Boletus substrictus Bolton
- Favolus brasiliensis var. guarapiensis (Speg.) Rick 1960
- Lentinus ciliatus (Fr.) Zmitr. 2010
- Leucoporus brumalis var. ciliatus (Fr.) Quél. 1886
- Leucoporus ciliatus (Fr.) Quél. 1886
- Polyporellus ciliatus (Fr.) P. Karst. 1879
- Polyporus brumalis var. expansus Velen. 1922
- Polyporus ciliatus Fr. 1815
- Polyporus ciliatus Fr. 1815 f. ciliatus
- Polyporus ciliatus Fr. 1815 var. ciliatus
- Polyporus ciliatus var. granulosus Velen. 1947
- Polyporus ciliatus var. minor Velen. 1939
- Polyporus ciliatus var. tropicus Dörfelt 2004
- Polyporus coerulescens Velen. 1922
- Polyporus guarapiensis Speg. 188
- Polyporus saitoi Lloyd 1924
- Polyporus ustalis Velen. 1922
- Polyporus zonatus Velen. 1922

W 1967 r. Stanisław Domański podał polską nazwę żagiew orzęsiona, wcześniej Franciszek Błoński opisywał ten gatunek pod nazwą huba brunatnawa. Obydwie nazwy polskie są niespójne z aktualną nazwą naukową. W 2021 r. Komisja ds. Polskiego Nazewnictwa Grzybów zarekomendowała nazwę twardziak orzęsiony.

## Morfologia
Kapelusz
Średnica 1–12 cm, grubość 0,2–0,8 cm, kształt okrągły, płasko lub nieco wypukły, czasami z czubkiem, rzadko wklęsły. Brzeg ostry, cienki, podwinięty, czasami pofalowany lub płatowaty. Powierzchnia matowa, pokryta mniejszymi lub większymi łuskami, a u starszych okazów pokryta siateczką spękań. Jest szczeciniasto owłosiona na całej powierzchni lub tylko przy brzegach. Barwa bardzo zmienna; może być żółta, rdzawa, szarobrunatna, tabaczkowa, płowa lub niemal czarna.
Hymenofor
Rurkowy. Rurki o długości 0,5–2 mm, z bardzo cienkimi ściankami i nieco zbiegające. Pory bardzo drobne, regularne. Mają średnicę 0,05–0,2 mm (na 1 mm mieści się ich 4-6). Barwa wyraźnie jaśniejsza od kapelusza.
Trzon
Zazwyczaj centralny, rzadziej ekscentryczny. Wysokość 2–3 (wyjątkowo do 6) cm, grubość 0,2–0,7 cm. Jest twardy, czasami łukowato wygięty, walcowaty, czasami ze zgrubiałą podstawą. Powierzchnia gładka, włóknisto-łuskowata lub pokryta krótkimi, szczeciniastymi włoskami, kolor orzechowy, żółtoszary do jasnokasztanowego.
Cechy mikroskopowe
System strzępkowy dymityczny, strzępki generatywne cienkościenne, bezbarwne, z widocznymi sprzążkami, o średnicy do 10 μm. Strzępki szkieletowe bezbarwne do jasnobrązowych, grubościenne, bez przegród, o średnicy do 8 μm. Podstawki zgrubiałe, 4-sterygmowe, o rozmiarach 16–22 × 4–6,5 μm ze sprzążkami w podstawie. Zarodniki o kształcie od kiełbaskowatego do cylindrycznego i rozmiarach 5–7 × 2 μm.

## Występowanie i siedlisko
W Europie jest szeroko rozprzestrzeniony, zanotowano jego występowanie w większości krajów. Poza Europą podano jego występowanie także w Argentynie, Paragwaju, Brazylii i na Tajwanie. W Polsce jest pospolity.
Występuje w różnego typu lasach, w parkach i ogrodach na opadłych gałęziach drzew, na pniach drzew liściastych. Owocniki występują przez cały sezon wegetacyjny, ale najczęściej pojawiają się wiosną, od kwietnia do maja, rzadziej jesienią – od sierpnia do listopada. Na drzewach iglastych spotykany jest rzadko.

## Gatunki podobne
- Twardziak zimowy (Lentinus brumalis). Ma wyraźnie większe pory i pojawia się głównie zimą i wiosną. Jego trzon nie jest tak owłosiony[5].
- Twardziak włosistobrzegi (Lentinus arcularius). Ma duże pory.